# Едуард Фрідріх Еверсманн
Едуард Фрідріх Еверсманн (нім. Eduard Friedrich Eversmann; 23 січня 1794 — 14 квітня 1860) — німецький натураліст, ботанік, зоолог, ентомолог і лепідоптеролог, лікар і мандрівник. Автор описання нових таксонів.

## Біографія
Народився 11 січня 1794 року в селі Верінгаузен поблизу міста Гаген у Вестфалії. Навчався в Магдебурзькому, Берлінському та Дрезденському університетах. У 1811 році служив в гірських заводах Гарца. 9 серпня 1814 року в Галле захистив дисертацію, отримавши вчений ступінь доктора філософії і магістра вільних наук, а в 1816 році в Дерптському університеті — доктора медицини та акушерства.
У 1816 році переїхав з Німеччини в місто Златоуст на Південному Уралі до свого батька Августа Фрідріха Александера Еверсмана — засновника і директора Златоустівського збройового заводу У Златоусті вивчав перську і татарську мови. У 1818 році вступив на службу лікарем на Златоустівський збройовий завод. Однак незабаром він захопився зоологією і зайнявся вивченням місцевої природи. У 1820 році приєднався на посаді лікаря до російського посольства у Бухарі. Згодом повернувся в Оренбург. Колекції, зібрані ним в цій подорожі, були відіслані в Берлінський університет, де тварини були описані Мартіном Ліхтенштейном. В Оренбурзі займався приватною лікарською практикою. Одружився з дочкою генерала Олександра Мансурова і став оренбурзьким поміщиком .
Пізніше був обраний дійсним членом Московського товариства дослідників природи, а в 1824 році членом Королівського товариства дослідників природи в Берліні .
У 1825 році Еверсман як лікар взяв участь у військовій експедиції під керівництвом полковника Федора Берга, завданням якої було зробити низку попередніх обстежень місцевості в деяких частинах киргизькому степу і околицях Каспійського моря.
У березні 1828 року призначений ординарним професором зоології та ботаніки в Казанському університеті. Пізніше Еверсман щорічно здійснював поїздки з наукового метою в Оренбурзьку, Саратовську, Астраханську губернії для поповнення біологічних колекцій університету. У 1830 році здійснив подорож по Кавказу. У 1834 році — поїздку в Саратов і Астрахань .
У 1837 році за станом здоров'я відбув у відпустку за кордон. У 1838 році був приведений у звання статського радника, в 1839 році удостоївся Найвищої подяки за старанну службу. У 1844 році здійснив наукову подорож до Німеччини, Франції та Італії.
У 1849 році удостоївся Найвищої подяки імператриці. У 1851 році був приведений до звання дійсного статського радника і залишений при Казанському університеті.
Влітку 1857 року подорожував в Італію, Німеччину, Швейцарію і Алжир .
Помер в Казані 14 квітня 1860 року.
З колекцій Еверсмана було описано кілька сот нових видів.
Еверсман понад 30 років збирав зоологічні колекції, віддаючи перевагу колекціонуванню комах, яких в його колекції було 50 420 зразків 11 252 видів. В ентомологічній колекції переважали жуки (3852 види) і метелики (2848 видів). Після його смерті колекція була придбана Російським ентомологічним товариством і зараз знаходиться в Зоологічному музеї РАН (Санкт-Петербург).
Колекції Зоологічного музею Казанського університету, закуплені і зібрані при Еверсманна, датуються 1826—1859 роками, а здобуті особисто Еверсманна — 1841—1859 роками. Це один вид риб, три види амфібій, 20 видів птахів і два види ссавців. Всього при Еверсманна зібрання музею поповнилося на 18 видів амфібій і рептилій (в тому числі слонова і зелена черепахи), 619 видів птахів (в тому числі 12 видів лелекоподібних, 11 видів соколоподібних, майже всі види колібрі), а також 106 видів ссавців, з яких близько 20 видів включені в Червону книгу Всесвітнього союзу охорони природи, в тому числі і квагга (тільки близько десяти екземплярів її збереглися в музеях світу) .

## Епоніми

### Тварини
- хом'ячок Allocricetulus eversmanni
- тхір Mustela eversmanii
- голуб Columba eversmanni
- геккон Crossobamon eversmanni
- метелик Parnassius eversmanni
- метелик Kirinia eversmanni
- метелик Lycaena eversmanni[7]
- рід метеликів Eversmannia
- одиночна бджола Andrena eversmanni
- муха Aristothereva eversmanni (Zaitzev, 1971)[8]
- жук Trox eversmanni[9]
- жук Callisthenes eversmanni[10]

### Рослини
- Potentilla eversmanniana
- Tetradiclis eversmanni[11]

## література
- Эверсман, Эдуард Александрович // Энциклопедический словарь Брокгауза и Ефрона : в 86 т. (82 т. и 4 доп. т.). — СПб., 1890—1907. (рос. дореф.) (Перевірено 9 грудня 2009)
- Эверсман, Эдуард Александрович // Русский биографический словарь : в 25 т. — СПб.—М., 1896—1918. (рос.)
- Эверсманн Эдуард Александрович — статья из Большой советской энциклопедии.
- Гептнер В. Г. Э. А. Эверсманн. 1794-1860. — МОИП. — М. : МОИП, 1940. — 80 с. — 1000 прим.
- Есаков В. Учёный и путешественник // Вокруг света : журнал. — 1979. — № 1 (25 березня). — С. 20—21.
- Смородкин С. Посох Эверсманна // Вокруг света : журнал. — 1979. — № 1 (25 березня). — С. 18—21.